# Leimung
Leimung bzw. Leimen ist ein Verfahren in der Papierherstellung und hat nichts mit Kleben im alltäglichen Verständnis zu tun. Sie dient der Verbesserung wichtiger Papiereigenschaften und hat ihren Ursprung in chinesischen Techniken aus dem 3. Jahrhundert.
Der Begriff leitet sich vom Tierleim ab, der früher zu diesem Zweck verwendet wurde.
Papiertechnologen unterscheiden die Oberflächenleimung (dünner Leimauftrag auf die Oberseite der Papierbahn, des Papierblattes) und die Masseleimung (Zugabe von Leimstoffen vor der Blattbildung in der Fasermasse).
Die Leimung dient in erster Linie
1. der Steuerung der Saugfähigkeit zur Verbesserung der Beschreibbarkeit und
2. der Verbesserung der Oberfläche und der Festigkeit des Papiers zur Verbesserung von Bedruckbarkeit, Glanz, Glätte, Rupffestigkeit und Staubbildung.
Je nach Menge der Leimzugabe unterscheidet man ungeleimte Papiere, Viertelleimung, Halbleimung, Dreiviertelleimung und Vollleimung.
Wenn dem Bindemittel bei der Oberflächenleimung auch Pigmente beigegeben werden, erhält man eine Streichfarbe, die zum Streichen des Papiers verwendet wird.

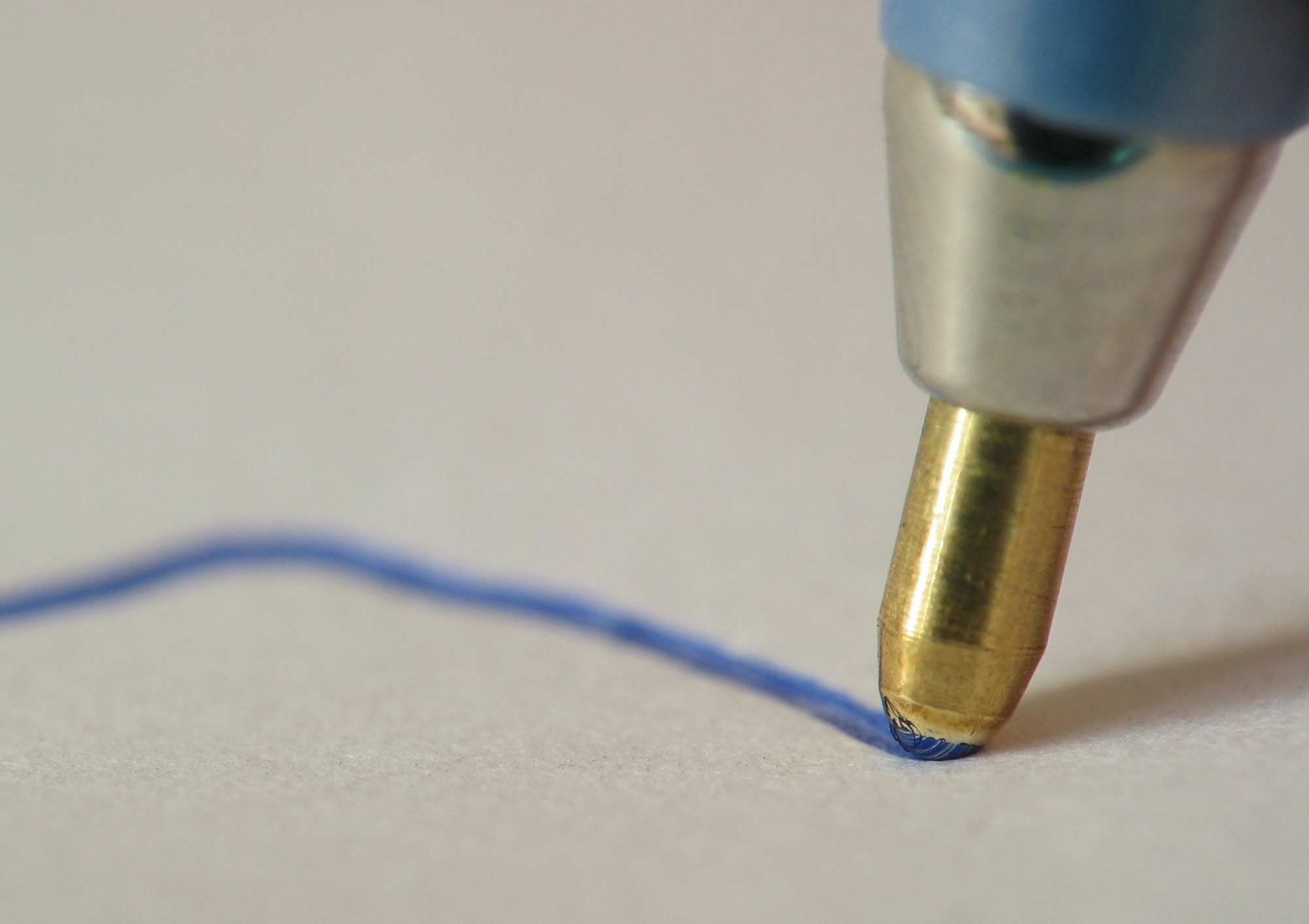
Ohne Leimung würden Schreibtinten auf dem Papier verlaufen

## Oberflächenleimung
Die Oberflächenleimung erhöht die Oberflächenfestigkeit (Rupf- und Radierfestigkeit), verringert die Staubneigung und verbessert Farbaufnahme und Beschreibbarkeit.
Auf ungeleimtem Papier, zum Beispiel Küchenkrepp, Lösch- oder Toilettenpapier, verlaufen wasserbasierte und niedrigviskose Schreibmaterialien wie Tinte oder Tusche. Die hohe Kapillarität (Saugfähigkeit) des Papieres verhindern ein sauberes Schriftbild.
Leimung verringert die innere Oberflächenspannung des Papiervlieses und somit die Kapillarität,
Leimung bzw. Leimen das teilweise Hydrophobieren von Papier, um es beschreib- oder mit wässrigen oder lösemittelhaltigen Druckfarben bedruckbar zu machen.
Statt des Begriffes Leimung kann sinngemäß der Begriff Imprägnierung verwendet werden. Im englischen Sprachraum verwendet man auch korrekterweise sizing anstatt glueing, was von der wichtigsten Eigenschaft der Leimung, nämlich der Hydrophilieverringerung und somit der Saugfähigkeitsbegrenzung, abgeleitet ist.
Als Maß für die vergleichbare Wasseraufnahme gibt es den sogenannten Cobb-Wert. Dieser Wert gibt an, wie viel Gramm Wasser von einem Quadratmeter Papier unter normierten Bedingungen aufgenommen werden kann.
Papier mit einem Gewicht von etwa 80 g/m2 (soviel wiegt normales Kopierpapier) nimmt ungeleimt etwa 100–120 g/m2 Wasser auf. Nachdem es geleimt wurde, beträgt die Wasseraufnahme nur noch etwa 20–25 g/m2.
Papier mit zu geringer Wasseraufnahme lässt die Tinte und Druckfarbe nicht schnell genug einziehen, so dass diese verwischen kann. Eine Überleimung kann im Extremfall zum Abperlen eines Schreibstoffes von der Papieroberfläche führen.

## Masseleimung
Bei der Leimung werden die hydrophob wirkenden Harzteilchen an den Oberflächen der Fasern fixiert, es verbleiben aber auch freie Harzteilchen (freier Leim). Freier Leim setzt in der Bütte die Bindungsfähigkeit der Fasern ab, indem er die bindungsfähigen Fibrillenenden besetzt und somit eine Verkettung beim Trocknen verhindert. Reißlänge und Berstfestigkeit nehmen mit steigendem Leimeinsatz ab.

## Historische Leimungsmittel
Als Leimungsmittel wurden in den frühen ostasiatischen und arabischen Papieren natürliche Stärke und verschiedene Pflanzenschleime verwendet (vegetabile Leimung). Später, als das Wissen um die Papierherstellung nach Europa gekommen war, verwendete man Tierleim oder Hautleim – daher auch der Name. Sowohl Tierleim (Gelatinelösung) als auch Stärkelösung lassen sich sinnvoll nur als Oberflächenleimung einsetzen, da ihre Eigenretention zu gering für einen Einsatz in der Masse ist. Das damit geleimte Papier ist zwar sehr gut gegen Umwelteinflüsse und Schreibstoffe geschützt, es ist jedoch nicht radierfest. Bis nach 1810 zog man die Papiere einzeln durch heißen tierischen Leim und verbesserte durch die Oberflächenleimung ihre Qualität.
Seit etwa 1806 benutzt man vorher modifizierte (durch Kochen mit Lauge verseifte) Baumharze, überwiegend Kolophonium (Harzleim), in der Masse. Die Leime enthalten meist noch zahlreiche weitere Substanzen, wie Tallharz oder andere tierische oder pflanzliche Leime sowie Kunstharzzusätze. Die neuartigen Harzseifen hatten allerdings den Nachteil, nicht auf den Zellulosefasern zu haften. Um eine Haftfähigkeit zu erreichen, wird durch vorheriges Beizen der Zellulosefasern mit Alaun, dem Kalium-Aluminium-Sulfat, eine Fixierung erreicht. Die sogenannte saure Fällung der verseiften Harze in der Papiermaschine oder Bütte erfolgte zuerst durch die Aluminiumionen des Kalialaun und später durch die des billigeren Aluminiumsulfats. Das entsprach den überlieferten Erfahrungen der Papiermacher mit Alaun.
Da in beiden Fällen zur Verhinderung freien Leims und zur Verbesserung der maschinellen Verarbeitung mit einem Überschuss an freien Aluminiumionen gegenüber den reaktionsfähigen kolloiden Leimsubstanzen gearbeitet werden muss, entsteht ein schwach sauer reagierendes Papierprodukt, das nicht alterungsbeständig ist. Das Papier wird nämlich bei Zutritt von Luftfeuchte (Schwefelsäure) von innen heraus geschädigt (katalytisch verursachte Cellulosedegradation). Das Papier verfärbt sich, von hellgelb bis dunkelbraun, wird brüchig, reißt an Rändern und Ecken ein, schließlich kommt es zum Papierzerfall.
Holzschliff altert schneller als Zellstoff. Beim Zusammentreffen von Holzschliff und saurer Harzleimung kann ein Papier nicht alterungsbeständig sein. Durch Hydrolyse des im Papier verbliebenen Alaungehaltes – gleichgültig, ob es sich um Zellstoffpapiere oder Holzschliffpapiere handelt – entstand partiell Schwefelsäure, die zur Übersäuerung und zum beschleunigten Abbau der Papiere des 19. und 20. Jahrhunderts führte. Allerdings wurden auch tierisch geleimte alte Hadernpapiere mit Alaun behandelt. Dem Tierleim wurde auch Kalkmilch zur Klärung zugesetzt, gefolgt von Alaunlösung.

## Heutige Leimungsmittel
Das modernste und papierschonendste Verfahren ist die aktuell gebräuchliche, synthetische Leimung. Verwendet werden dabei vorrangig hydrophobierend wirkende Polymere (zum Beispiel Copolymere aus Styrol und Acrylsäureestern oder Maleinsäure), alkylierte Ketendimere (AKD-Leimung) oder Alkenylbernsteinsäureanhydride (ASA-Leimung).
In der Oberflächenleimung kommen auch Stärke, Stärkederivate (Ether, Ester), Tierleim, Casein, Paraffin, Wachs, Celluloseester (Methylcellulose, Natrium-Carboxymethylcellulosen) zum Einsatz.
Als Leimungshilfsmittel dienen Alginate und Manno-Galactane (Glucomannane).